# Karel Gott
Karel Gott (14. července 1939 Plzeň – 1. října 2019 Praha-Smíchov) byl český šlágrový zpěvák, herec a malíř. V letech 1965–2019 se prodaly desítky milionů nosičů hudebních alb s jeho nahrávkami, což z něj učinilo nejúspěšnějšího českého interpreta. Během kariéry vydal celkem 293 sólových alb na domácí scéně i v zahraničí. Zpíval nejen česky, ale i německy, latinsky, anglicky, slovensky, maďarsky, italsky či rusky.
V anketách Zlatý slavík a později Český slavík získal celkem 42 ocenění. Dále obdržel více než 120 televizních ocenění, 32 zlatých desek, 1 diamantovou desku, 2 ceny Anděl, opakovaně se umisťoval na prvních příčkách českých hitparád a prodeje desek. V české populární hudbě měl dominantní pozici, dobře známý byl také v zemích Východního bloku, v německy mluvících zemích a v Belgii.
Celkově nazpíval kolem 2 500 písní. Spolupracoval s mnoha významnými umělci. Patří mezi pět nejprodávanějších interpretů v historii německé hudby. Jeho nejprodávanější album byla deska Karel Gott, která byla nazpívaná v ruštině. V Česku se nejprodávanějším albem stala vánoční deska Vánoce ve zlaté Praze, která je dodnes vyvážena do celého světa.[ve zdroji nenalezeno]

## Život

### Dětství a mládí
Karel Gott se narodil 14. července 1939 v Plzni jako jediný potomek pozdějšího náměstka ministra těžkého průmyslu Karla Gotta (26. října 1911 Plzeň – 1982) a Marie, rozené Valešové (16. října 1910 Plzeň – 1977). V mládí chtěl být malířem a po ukončení školní docházky v Plzni se v Praze neúspěšně pokoušel o studium výtvarného umění. Když nebyl přijat, odešel do učení (ČKD) v oboru elektromontér. Během učňovských let se věnoval své druhé velké lásce – hudbě a zpěvu. Aby se stal zpěvákem, šel na konzervatoř. V 50. letech příležitostně vystupoval zároveň jako zpěvák-amatér a účastnil se různých pěveckých soutěží. Poprvé na sebe upozornil v roce 1957, tedy v době, kdy v Československu stále ještě doznívala éra swingu a rock and rollu bylo možné slyšet jen v klubech (Akord klub, Reduta). U poroty sice zcela propadl, dostal však nabídku na angažmá v pražských tanečních kavárnách s orchestry (např. Karel Krautgartner). Vedle svého zaměstnání v ČKD začal poloprofesionálně vystupovat jako zpěvák.

### Počátky jeho působení
Karel Gott se v roce 1958 přihlásil do soutěže amatérských zpěváků, kde pod pseudonymem Karel Matějíček získal první místo a začal častěji vystupovat v různých kavárnách. Tato večerní vystoupení se dostávala do konfliktu s jeho zaměstnáním, a proto se v roce 1960 rozhodl definitivně odejít z ČKD a začít se věnovat profesionálně zpěvu (v dokumentu z roku 1986 na tento krok vzpomínal s tím, že pak míval časté špatné sny o tom, jak zpívá před sálem, kde sedí pouze jeho mistr a jeho otec, který říká: „Proč jen se ten chlapec raději nedržel řemesla...“) Nastoupil na pražskou státní konzervatoř, kde do roku 1963 studoval operní zpěv u Konstantina Karenina (žák ruského pěvce Šaljapina) a ještě do roku 1966 dálkově. V roce 1960 se také poprvé objevil v televizi, v programu věnovaném patnáctému výročí osvobození Československa Rudou armádou vystoupil jako zpěvák s jazz bandem s coververzemi amerických bluesových písní Blues in the Night a Careless Love. Ve stejném roce se také stal jedním ze zpěváků Jazzového orchestru Československého rozhlasu.
Zpočátku u publika budil smíšené a kontroverzní pocity, způsobené jeho projevem, který se zcela vymykal zažitým trendům ze začátků 60. a celých 50. let v Československu.[zdroj?] Až éra twistu v letech 1962–64 přinesla do české populární hudby výrazné oživení. Tehdy se začala také prosazovat divadla malých forem, v nichž se rodila moderní česká populární hudba. V roce 1962 se stal jeho duet s Vlastou Průchovou („Až nám bude dvakrát tolik“) hitem roku.[zdroj?] Píseň se objevila straně EP vydaném v témže roce, čímž se stala jeho první publikovanou nahrávkou.
Milníkem kariéry bylo jeho vystupování v divadle Semafor, které začalo v roce 1962, i když Jiří Suchý zpočátku jeho angažmá nepodporoval. Píseň Oči sněhem zaváté z pásma Zuzana není pro nikoho doma, kterou Karel Gott zpíval, ovládla první příčku československých hitparád, stala se hitem roku a Karlu Gottovi dopomohla k získání prvního Zlatého slavíka.

### Růst popularity
V roce 1965, po odchodu ze Semaforu, založil se svými novými spolupracovníky, bratry Štaidlovými (textařem Jiřím a skladatelem Ladislavem), vlastní divadelní scénu Apollo a stal se její hlavní hvězdou až do roku 1967, kdy bylo divadlo rozpuštěno. Od té doby ho na všech koncertech doprovázel nově založený Orchestr Ladislava Štaidla. V tomto roce také vydal singl, který se později stal rock‘n’rollovým hitem – jednalo se o píseň „Trezor“. Na festivalu Bratislavská lyra získal v roce 1966 zlatou Bratislavskou lyru za píseň „Mám rozprávkový dom“ (Vieroslav Matušík / Eliška Jelínková). Právě v roce 1966 se nacházel šéf nahrávací společnosti Polydor na služební cestě v Bratislavě, kde na festivalu uslyšel zpívat Karla Gotta a okamžitě ho pozval do Západního Berlína k natočení první singlové desky (druhá strana „Weißt Du wohin“). Gott se seznámil v této době také se skladatelem Karlem Svobodou, který pro něj napsal hudbu k několika výrazným písním.
Spolu s ním a bratry Štaidlovými v roce 1967 odletěli na 7 měsíců trvající angažmá do Las Vegas ve Spojených státech amerických. Zde zpíval v rámci tříhodinové československé estrády Europa ’68 v kasinu New Frontier, kde mu byla vyhrazena půlhodina. Představení nebylo příliš úspěšné.
V roce 1967, kdy pobýval v USA, se jeho největšímu „rivalovi“ Waldemaru Matuškovi podařilo opět zvítězit v anketě Zlatý slavík. Ze Spojených států amerických se vrátil jako sebevědomý profesionál.[zdroj?] Po úspěších v USA,[zdroj?] Kanadě,[zdroj?] východní i západní Evropě, kde mu vyšlo jeho první (a hned zlaté) album a kdy jeho jméno začal zdobit ozdobný přívlastek „Zlatý hlas z Prahy“, se pustil do nové práce také na domácí scéně.
V roce 1968 reprezentoval Rakousko na mezinárodní prestižní hudební soutěži Eurovision Song Contest s písní „Tausend Fenster“, kterou pro nėj složil Udo Jürgens (text Walter Brandin). Skončil třináctý a díky účasti na této soutěži se dostal do povědomí v mnoha zemích a stal se oblíbeným v Německu, Rakousku, Švýcarsku a nastartovala se jeho zahraniční kariéra. Dne 18. května 1968 odvysílala západoněmecká televize ARD svou pravidelnou sobotní show «Einer wird gewinnen», na které Karel Gott vystoupil před miliony televizních diváků s písní „Weißt du wohin“ a 1. října 1968 vydala agentura POLYDOR jeho první LP-desku (Karel Gott – Die goldene Stimme aus Prag), která mu vynesla první místo v západoněmecké hitparádě (Nummer-eins-Hit in Deutschland 1969) a první turné po 10 největších městech Západního Německa (NSR).
V roce 1968 mu také Karel Svoboda složil hudbu pro Karneval v Riu jeho nejúspěšnější píseň „Lady Carneval“, která byla následně přeložena do třinácti jazyků. V době invaze vojsk Varšavské smlouvy 21. srpna 1968 se nacházel na festivalu v Sopotech, kde si začal dělat starosti, jak to bude nadále s jeho pracovními závazky v NSR. Ze Sopot se vrátil do Prahy a hned pokračoval na turné do Hamburku. V roce 1969 získal bronzovou Bratislavskou lyru s písní „Hej, páni konšelé“, kterou následně zkritizoval ve svém projevu Gustáv Husák slovy narážejícími na text písně, že Karel Gott by chtěl na zemi ráj, žít jako v kapitalismu a pracovat jako v socialismu. V tomto období pak jeho popularita dosáhla mezinárodního rozměru. Jeho image v NSR vytvářela nadále firma Polydor.

### 70. léta

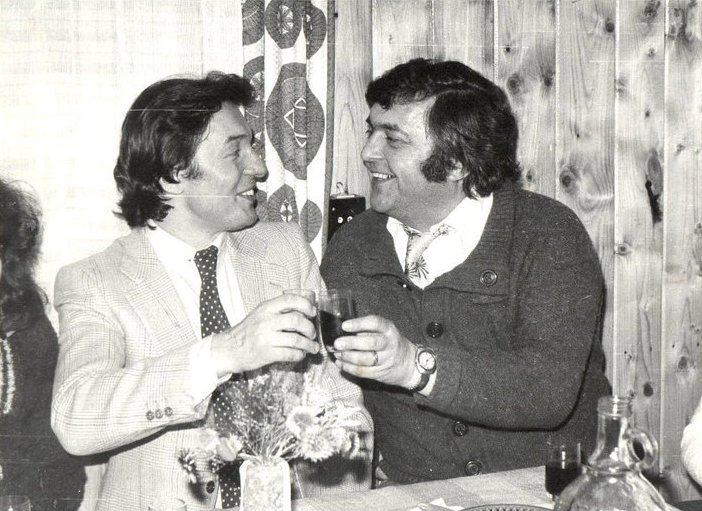
Přípitek Karla Gotta (vlevo) s Jaromírem Kaňákem

Po celou dekádu sedmdesátých let si v Československu udržoval bezkonkurenční pozici jak v žebříčcích popularity (Zlatý slavík), tak v prodejnosti zvukových nosičů. Z domácích autorů dodával Karlu Gottovi úspěšné písně nadále především Karel Svoboda (Mistrál, Nápoj lásky č. 10, Mám zlatej důl) a Ladislav Štaidl (Kávu si osladím, Přijela pouť). Karel Svoboda složil také písně určené pro festivaly v Řecku (Hej, hej, baby, 1970) a v Japonsku (Ať láska má kde kvést, 1974; Jdi za štěstím, 1977). Příležitostně pro Karla Gotta komponovala i řada dalších významných osobností československé populární hudby (Petr Hapka, Angelo Michajlov, Milan Drobný, Lešek Semelka). Z převzatých melodií ze zahraničí dosáhly v 70. letech hitových rozměrů písně Má první láska se dnes vdává, Je jaká je, Běž za svou láskou, Babylon nebo Stokrát chválím čas. Počínaje rokem 1974 se na několik let stalo tradicí, že jeho novinková alba u Supraphonu byla pojmenována pouze letopočtem. Ještě více alb mu vycházelo v německy mluvících zemích, u firmy Polydor jen v roce 1976 vydal šest LP desek. Jeho německá produkce kromě novinek zahrnovala různé žánry od klasiky přes operetní melodie až k převažující lidové tvorbě vycházející často z českého prostředí. Na západoněmeckém trhu si udržoval výjimečné postavení mezi zahraničními interprety, v prodejnosti desek předstihl například skupiny Bee Gees a ABBA. Počet zlatých desek za prodaná alba v Německu převyšoval stejná ocenění v Československu. Komerčně nejúspěšnější deskou v kariéře Karla Gotta bylo v ruštině nazpívané album Карел Готт  (1977), kterého se v Sovětském svazu prodalo přes 4,5 miliónu kusů. Téhož roku byl v Sovětském svazu vyhlášen jako nejpopulárnější zahraniční zpěvák. Vedle Zlatých slavíků a zlatých desek získal řadu dalších trofejí v různých zemích, mimo jiné byl oceněn Stříbrným lvem Radia Luxembourg za umístění svých písní v hitparádách. V roce 1974 získal ocenění Hvězda roku pro Československo od britského hudebního časopisu Music Week.
Kromě Československa a Německa vystupoval ve všech evropských zemích,[zdroj?] vlastní televizní pořady měl v Rakousku, Nizozemí nebo Sovětském svazu, hostem televizních programů byl také v Belgii, Švýcarsku nebo Španělsku. Každoročně absolvoval turné po Československu a Německu, koncertní šňůry měl také v Rakousku, Itálii a Polsku. Velkým úspěchem bylo turné po Sovětském svazu v roce 1972. V roce 1979 vystupoval poprvé na country festivalu v Nashvillu, kam byl pak pozván ještě několikrát. V Německu byl hlavní hvězdou večera v rámci mezinárodního programu na Letních olympijských hrách v Mnichově (1972)[zdroj?] nebo při slavnostním otevření Paláce republiky v Berlíně (1976). V Paláci republiky později často vystupoval ve východoněmecké televizní show Ein Kessel Buntes. V Československé televizi dostal velký prostor v samostatném recitálu Zpívá Karel Gott, který se natáčel v divadle ve Slaném a v letech 1973–1978 vzniklo deset pokračování. Výběr písní a směsí natočených pro tento pořad vyšel na dvojalbu Zpívá Karel Gott (1976). Po ukončení seriálu ze Slaného pořizovala Československá televize několik následujících let záznamy Gottových vánočních koncertů z Lucerny (1978–1982).
Vedle televize příležitostně spolupracoval také s filmem, v několika snímcích hrál sám sebe (Třicet panen a Pythagoras, 1973; Romance za korunu, 1974; Parta hic, 1976). Slabiny jeho herectví před kamerou se projevily v jediné hlavní roli v muzikálu Hvězda padá vzhůru (1974) natočeném na motivy Strakonického dudáka. Film neměl příliš velký ohlas a Karel Gott sám krátce poté řekl, že do časově náročného filmového natáčení s nejistým výsledkem se již nikdy nepustí. V řadě dalších filmů zazněly Gottovy písně, z těch je na místě uvést Kdepak, ty ptáčku, hnízdo máš? (1973) z pohádky Tři oříšky pro Popelku od Karla Svobody. Karel Svoboda také Gotta v Německu přesvědčil k nazpívání titulní písně Biene Maja k německé verzi stejnojmenného animovanému seriálu. Singl Biene Maja byl mimořádným úspěchem a v roce 1978 za něj Gott se Svobodou obdrželi od Polydoru pět zlatých desek (v české a slovenské verzi byla píseň pořízena až v roce 1985 při uvedení seriálu v Československu).
Počátkem roku 1977 podepsal Antichartu a jako přední zástupce hudební scény přednesl politicky angažovaný projev v Divadle hudby (4. února 1977). S tímto vystoupením byl později často konfrontován, ale pochybení řadu let odmítal. Jako své selhání přiznal podpis Anticharty až v posmrtně vydané autobiografii Má cesta za štěstím (2021). Do souvislosti s Gottovým podpisem Anticharty bývá někdy dáván titul Zasloužilého umělce, který v květnu téhož roku převzal od prezidenta Gustáva Husáka. Zároveň v roce 1977 nazpíval píseň Kam tenkrát šel můj bratr Jan, která byla coververzí hitu All By Myself. Píseň byla údajně věnována Janu Palachovi, což nebylo v době vzniku nijak veřejně prezentováno.[zdroj?] Píseň byla zařazena na album Romantika (1978), kterému se od odborníků dostalo velmi příznivého hodnocení a o rok později bylo pořízeno i v anglické exportní verzi.
Doprovodným hudebním tělesem Karla Gotta zůstával Orchestr Ladislava Štaidla, který po rozšíření o kategorii skupin získal dvakrát první místo v anketě Zlatý slavík (1977, 1978). Členy Štaidlova orchestru byli vynikajicí hudebníci, kteří v rámci koncertů Karla Gotta dostávali prostor k sólovým vystoupením (Rudolf Rokl, Felix Slováček). Po zkušenostech ze zahraničí pojali Ladislav Štaidl s Karlem Gottem počátkem 70. let myšlenku oživit soubor ženskými vokály. Pokus získat Marii Rottrovou ztroskotal na její nechuti opustit Ostravu a skončil pořízením jediné společné nahrávky (Mít pouhej tejden, 1970). V roce 1972 byla angažována slovenská zpěvačka Jana Kocianová, k níž nedlouho poté přibyla Jitka Zelenková. Po odchodu Jany Kocianové na sólovou dráhu byly osloveny Vlasta Kahovcová a Jarmila Gerlová (1973). Trio Zelenková-Kahovcová-Gerlová pak doprovázelo Karla Gotta do roku 1978, kdy došlo k další obměně souboru.

### Zlatá éra (80. a 90. léta)

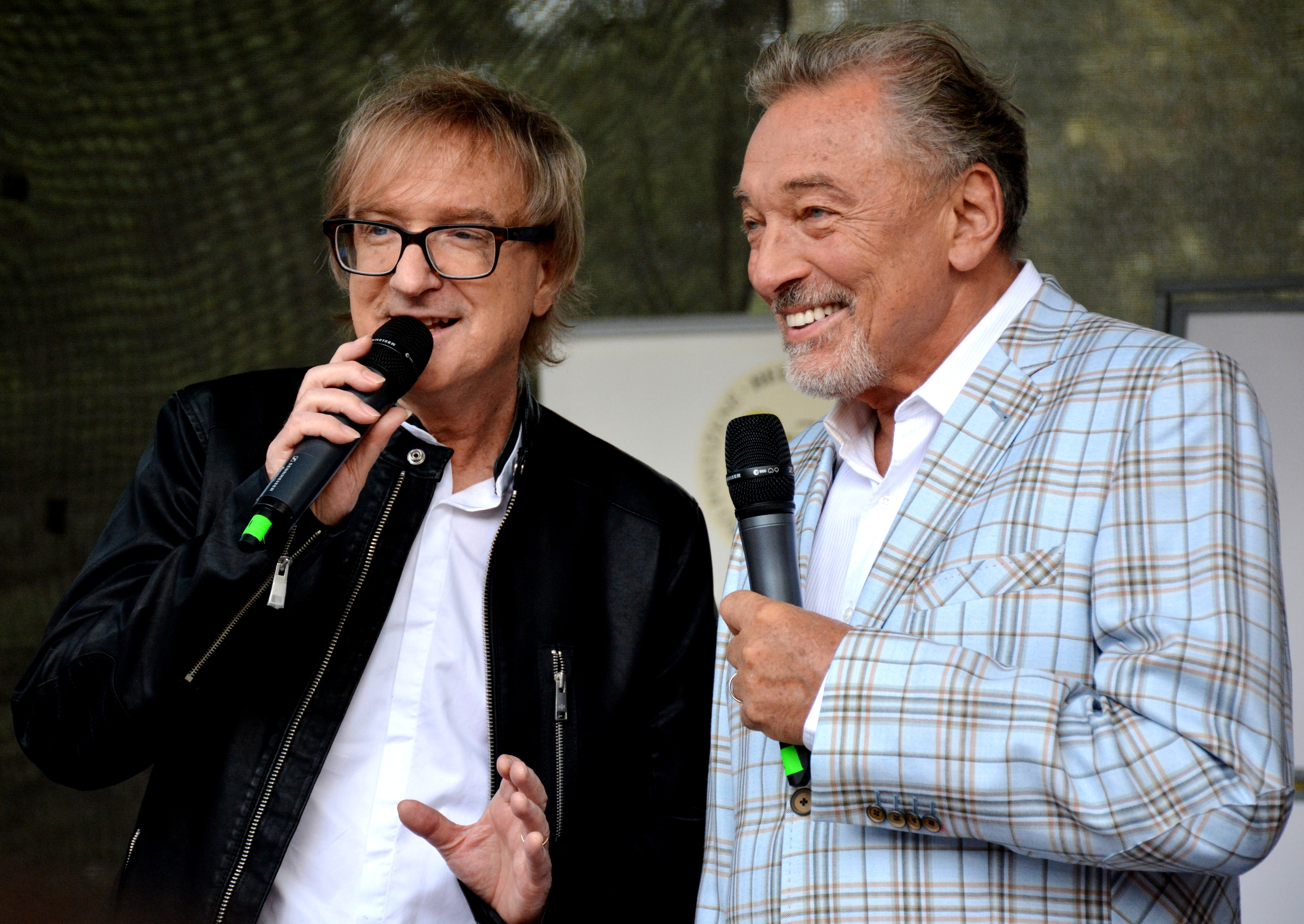
Karel Gott se zpěvákem Miroslavem Žbirkou

V 80. letech vystupoval Karel Gott nejen v Československu, ale také v Sovětském svazu, stejně jako jinde v Evropě, zvláště v Německu, v zámoří i v Asii. Svůj repertoár rozšířil od popu přes „lidovky“ až po upravené skladby klasické hudby. Objevil se i v několika celovečerních hraných filmech a v krátkých dokumentárních snímcích. V televizi se často vysílaly záznamy jeho koncertů z Lucerny (z let 1979, 1980, 1981 a 1982), ale i z jiných sálů. Kromě množství alb vydal i vánoční album Bílé Vánoce, které navázalo na jeho vánoční album Vánoce ve zlaté Praze z roku 1969, jež se stalo nejprodávanějším albem Československa. Každoročně pořádal několik turné, počet jeho koncertů se v té době odhadoval na přibližně 258 za rok. Účinkoval v mnoha hudebních pořadech, kde představoval své písně. V polovině 80. let jeho popularita v Československu i v zahraničí dosáhla vrcholu.[zdroj?] Na domácí scéně mu vyrůstala konkurence v podobě mladých zpěváků, která však jen nakrátko přerušila jeho kralování. Poprvé od roku 1967 byl sesazen z první příčky ankety Zlatý Slavík. Mimo to v roce 1984 oslavil 20 let trvající spolupráci se Skupinou Ladislava Štaidla dvojkoncertem ve vyprodané pražské Lucerně. V roce 1985 získal tehdy nejvyšší možné ocenění národní umělec – jako první zpěvák pop music v historii. Kromě toho se v roce 1985 vysílala německá show Karel, Hits und Karneval.
Koncem 80. let byl opět na vrcholu. Stále častěji vystupoval ve sportovních halách, které vyprodával, a některé koncerty ze sportovní haly v Praze byly zaznamenány Československou televizí. Německá televize natočila záznam tří velkých koncertů Karla Gotta z Paláce republiky (1985, 1986 a 1987). Vydal tři alba zaměřená na romantické písně, ale i množství dalších desek – například Muzika, Loď snů, Hrátky s láskou, Posel dobrých zpráv. Karel Gott v té době neusiloval za každou cenu o první příčku v hitparádách a dával přednost rozmanitějšímu výběru písní, které podle něho jeho posluchače mohly emocionálně nabít.[zdroj?] V roce 1989, těsně před sametovou revolucí, oslavil své 50. narozeniny vyprodaným koncertem v pražské Lucerně, kterého se zúčastnily tehdejší hvězdy československé pop music. Ve stejném roce byla rozpuštěna Skupina Ladislava Štaidla a od té doby jej doprovázel ve stejném roce založený Orchestr Karla Gotta pod vedením Pavla Větrovce.
V době sametové revoluce zazpíval při demonstraci na Václavském náměstí 4. prosince československou hymnu spolu s Karlem Krylem, společné vystoupení měl navrhnout Václav Havel jako symbolické usmíření disentu s většinovou společností. Kryl si své rozhodnutí zpívat s Gottem, vnímaným jako popstar normalizace, později vyčítal a vnímal ho jako politickou chybu.
V roce 1990 se Gott rozhodl ukončit svou kariéru. Jako rozloučení uspořádal mamutí turné po sportovních halách v Československu a Německu. Nicméně úspěch turné jej donutil rozhodnutí přehodnotit. V roce 1991 absolvoval turné po SRN, Rakousku, Belgii, USA, na Malorce a Kanárských ostrovech, domácí turné po Československu a byl uveden do Síně slávy hudebních cen Anděl a v roce 1992 se jeho album Když muž se ženou snídá stalo nejprodávanější deskou roku (stejná ocenění obdržel také v letech 1995 a 1997).[zdroj?] Během 90. let se začal více věnovat malování. Obrazy vystavoval v Česku i v zahraničí. Z důvodu ztráty některých autorů se obrátil na mladší tvůrce, kteří mu v 90. letech psali písně. Spolu s Františkem Janečkem založil v lednu 1993 agenturu GOJA, jež nahradila Supraphon ve vydávání alb a stála i za jeho koncerty. V květnu 1993 oznámil na tiskové konferenci založení Nadace Karla Gotta Interpo. Jejím cílem bylo pomáhat dětem policistů, kteří přišli o život při výkonu služby. Gott nadaci věnoval při jejím založení čtyři miliony korun, jeho partneři (kontroverzní podnikatel František Mrázek a Miroslav Provod) dali každý půl milionu. Ohlas mělo turné Karel Gott ’94, které zakončil koncertem v pražské Lucerně – koncert byl natáčen pro televizi. Na základě Janečkova nápadu omezil vystupování v menších městech a zaměřil se na veliká turné po Česku, Slovensku, Německu a dalších evropských státech.[zdroj?]
V roce 1995 a 1996 absolvoval západoevropské turné, slovenské koncertní turné, čtyřikrát vyprodal Lucernu a hostoval v silvestrovské show v Alpine Village v Los Angeles.[zdroj?] Výdělky z několika svých koncertů věnoval pro dobročinné účely. V obnovené anketě Český slavík, navazující na československého Zlatého slavíka, obsadil v roce 1996 s velkým náskokem opět první místo, které si (kromě let 1998 a 2012) udržel až do roku 2017. V roce 1998 v předvolební kampani před volbami do Poslanecké sněmovny podpořil ODS Václava Klause.
V roce 1997 se jeho společné album s Lucií Bílou s názvem Duety stalo nejprodávanějším albem roku. Toto album představili na svém společném turné. O rok později (1998) Gott na svůj vánoční koncert do Lucerny pozval jako hosta italského zpěváka Albana Carrisiho. 90. léta završil koncerty ve Spojených arabských emirátech a v Číně, dále před 600 miliony diváky Eurovize[zdroj?] a v Carnegie Hall v New Yorku.

### Po roce 2000

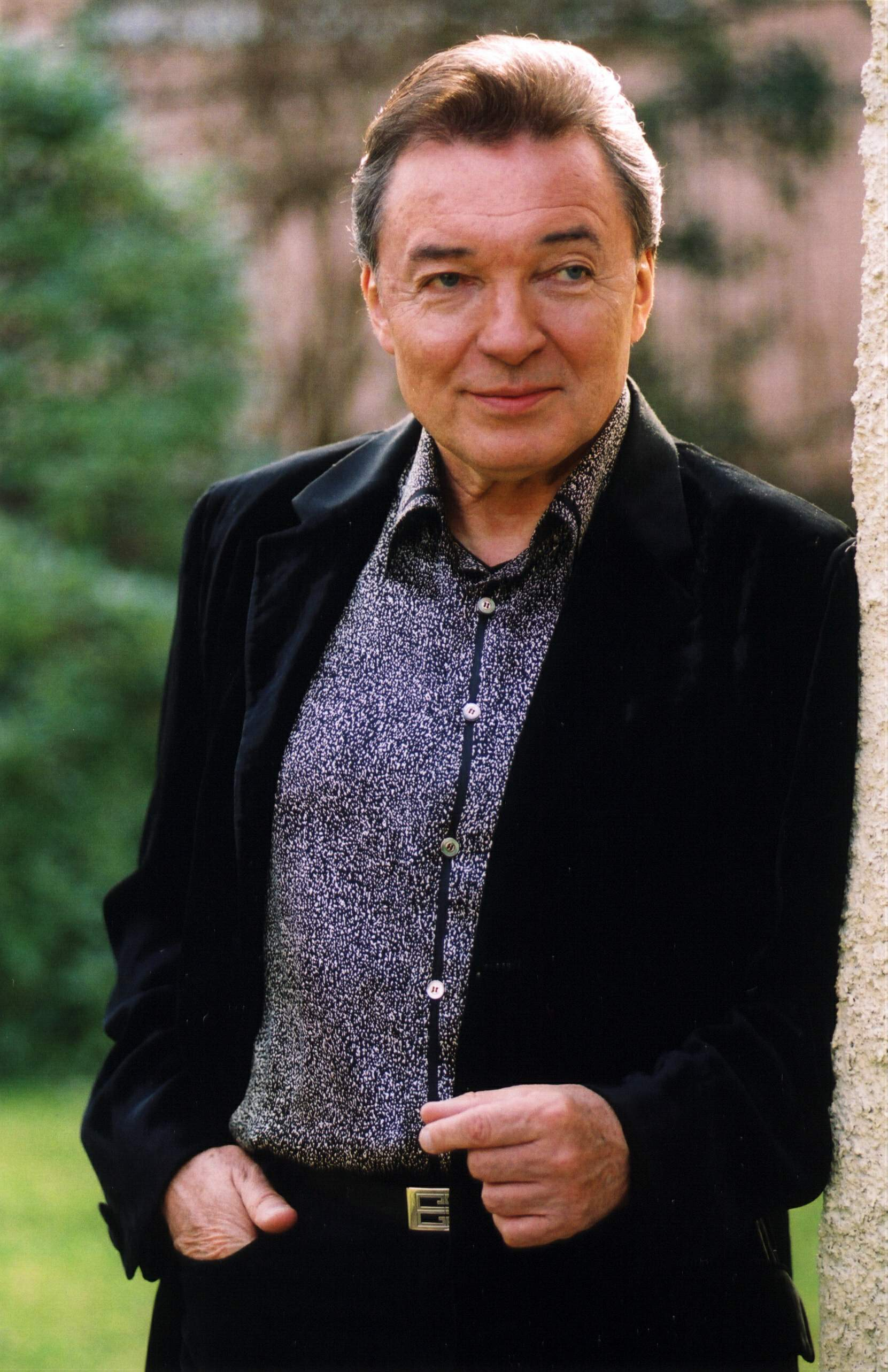
Karel Gott, 2002

Roku 2000 absolvoval Karel Gott koncert v newyorské Carnegie Hall, kam se vrátil i podruhé v roce 2005. Záznam jeho vánočního koncertu v Lucerně natočila TV Nova. Ukončil spolupráci s agenturou GOJA, z níž odstoupil kvůli neshodám s Františkem Janečkem, a vrátil se k Supraphonu. V roce 2002 se jeho album Pokaždé stalo nejprodávanějším albem roku. Roku 2006 zakončil své mezinárodní vánoční turné vyprodaným koncertem v O2 areně, kterou později vyprodal ještě pětkrát. V letech 2007, 2008 a 2009 absolvoval tři česká turné a dvě německá, přičemž to české roku 2008 zakončil ve vyprodané Tipsport aréně v Praze. Ještě v roce 2008 získal trojnásobnou platinovou desku Supraphonu za prodej svých alb a o rok později mu na galakoncert k jeho 70. narozeninám přišlo do O2 areny 130 zpěváků a zpěvaček a 15 000 diváků. V rámci těchto narozenin vydal kompilační alba Mé písně a Když jsem já byl tenkrát kluk aneb 70 hitů. Obě alba obdržela Zlatou desku Supraphonu. V roce 2010 se vrátil do Lucerny, kde se uskutečnil jeho koncert s Evou Urbanovou, který zaznamenala Česká televize a byl vydán na DVD a CD.
V roce 2012 absolvoval Tour 2012 zakončené ve vyprodané O2 areně. Tento koncert nahradil tradiční Vánoční koncert. O dva roky později absolvoval další turné pod názvem Tour 2014, které zakončil tentokrát dvěma koncerty v O2 areně. Během let 2009–2014 vydal šest alb, z nichž dvě jsou zaměřená na přejaté světové popové hity. Po zdravotních potížích v roce 2015 se znovu vrátil na pódia na jaře 2016. Ve stejném roce vydal album 40 slavíků, které bylo poděkováním za čtyřicet prvních míst v anketách Zlatý slavík a Český slavík. V roce 2018 absolvoval koncertní šňůru zakončenou vyprodaným koncertem v Bratislavě. V červnu vydal studiové album Ta pravá a absolvoval koncert ve vyprodané O2 areně před 20 000 diváky. V témže roce si zahrál v pohádce Když draka bolí hlava a po jeho boku i dcery Charlotta a Nelly. Na jaře roku 2019 absolvoval turné, které začalo koncertem v Plzni a vyvrcholilo vyprodanými halami v Brně a Košicích. Obzvláště úspěšným hitem se stala novinková píseň Srdce nehasnou, kterou nazpíval jako duet se svou dcerou Charlottou a která dosáhla během sedmi měsíců na YouTube 38 miliónů zhlédnutí a úspěšná čísla má také na Supraphononline, Spotify, nebo AppleMusic. V létě vydal u příležitosti svých 80. narozenin dvě kompilační alba a znovu nazpívanou píseň „Jdi za štěstím“.
Dne 14. července 2019 věnovala německá televize MDR Karlu Gottovi k 80. narozeninám 90minutový filmový portrét autorky Heike Sittner «Ein Abend für Karel Gott», ve kterém Karel Gott hovoří nejen o svém dětství, o jeho konfrontaci s otcem, o pochybnostech nad svým dosavadním profesním vzděláním, o lásce k vlasti, ale také o tom, jak vypadal jeho život zpěváka, který pendloval mezi dvěma světy – o neustálém strachu při celních kontrolách v období železné opony. Vedle Karla Gotta v dokumentu vystoupili také jeho kolegové a přátelé: dlouholetý Gottův hudební manažer Wolfgang Kaminski, Dagmar Frederic, Helena Vondráčková, Frank Schöbel, Ralph Siegel (napsal pro Gotta píseň Babitschka/Babička), Felix Slováček a rapper Bushido.

### Zdravotní potíže a úmrtí

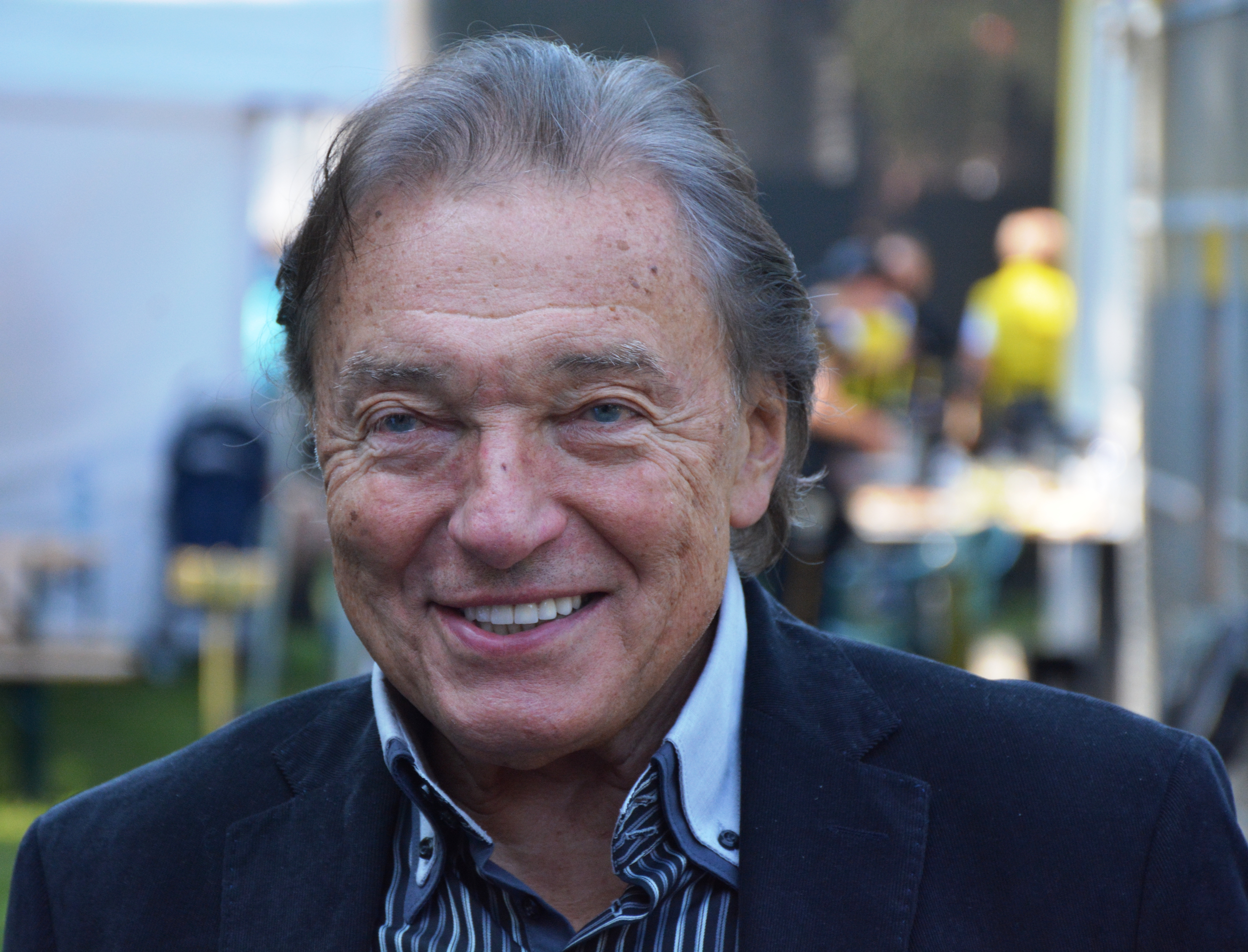
Karel Gott v roce 2015

V říjnu 2015 mu bylo diagnostikováno zhoubné nádorové onemocnění mízních uzlin, se kterým se léčil ve VFN Praha na I. interní klinice hematologie u jejího přednosty, profesora Marka Trněného. Dne 18. března 2016 média oznámila, že Karel Gott nad rakovinou definitivně zvítězil. V roce 2018 se u Karla Gotta objevila porucha krvetvorby a v polovině září následujícího roku (2019) problémy přerostly v akutní leukémii, kvůli níž zrušil veškerá nadcházející vystoupení a zahájil ambulantní léčbu, opět ve VFN Praha. Ve věku 80 let zemřel ve spánku před půlnocí 1. října 2019 doma na Bertramce v rodinném kruhu. Média úmrtí oznámila následujícího dne dopoledne. Všechny hlavní televizní stanice v České republice zařadily do svých programů mimořádné zpravodajství nebo vzpomínkové pořady a svůj program upravily i stanice Českého rozhlasu a Rádio Impuls.
Vláda na mimořádném zasedání 2. října schválila vypravení státního pohřbu a den pohřbu vyhlásila státním smutkem. O den později však premiér Babiš od záměru státního pohřbu ustoupil s tím, že by se mělo jednat jen o pohřeb se státními poctami, podobně jako např. v případě Otakara Motejla v roce 2010. Na prezidentském zámku v Lánech byly z rozhodnutí prezidenta na znamení smutku staženy státní vlajky na půl žerdi, podle někdejšího protokoláře Jindřicha Forejta tím však došlo k hrubému porušení zákona o užívání státních symbolů České republiky.

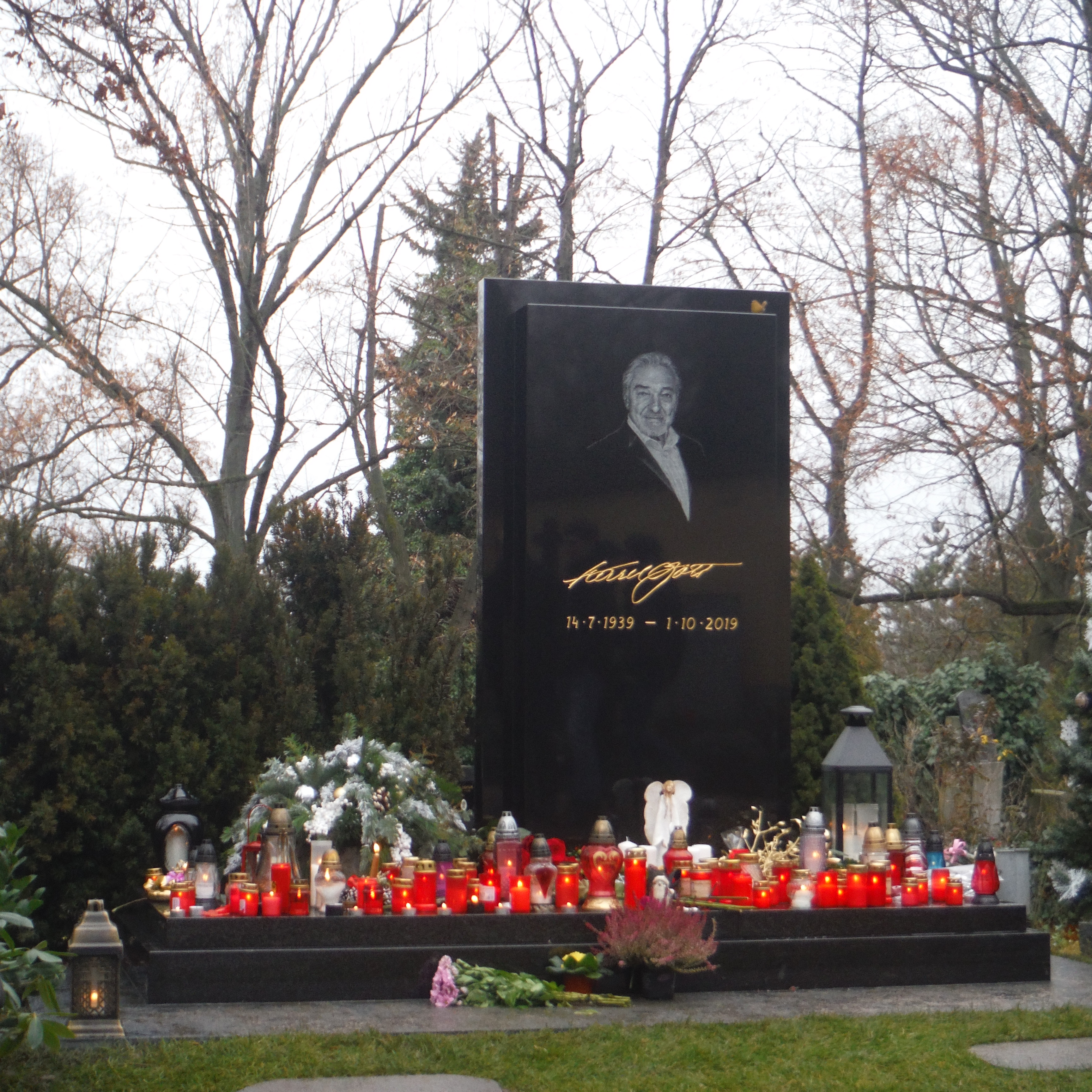
Hrob Karla Gotta na Malvazinském hřbitově

Uctění památky pro veřejnost se konalo v pátek 11. října 2019 v pražském Paláci Žofín, jímž během dne prošlo zhruba 50 000 lidí. Pohřeb se státními poctami se pak uskutečnil pro pozvané hosty v sobotu 12. října v katedrále sv. Víta na Pražském hradě. Pohřeb vysílala v přímém přenosu televize a na velkém plátně na Hradčanském náměstí, kde se shromáždilo přes 3 000 lidí. Gottovy ostatky byly krátce po obřadu zpopelněny v Motolském krematoriu. 20. prosince 2019 byla jeho urna uložena do hrobu na Malvazinském hřbitově.

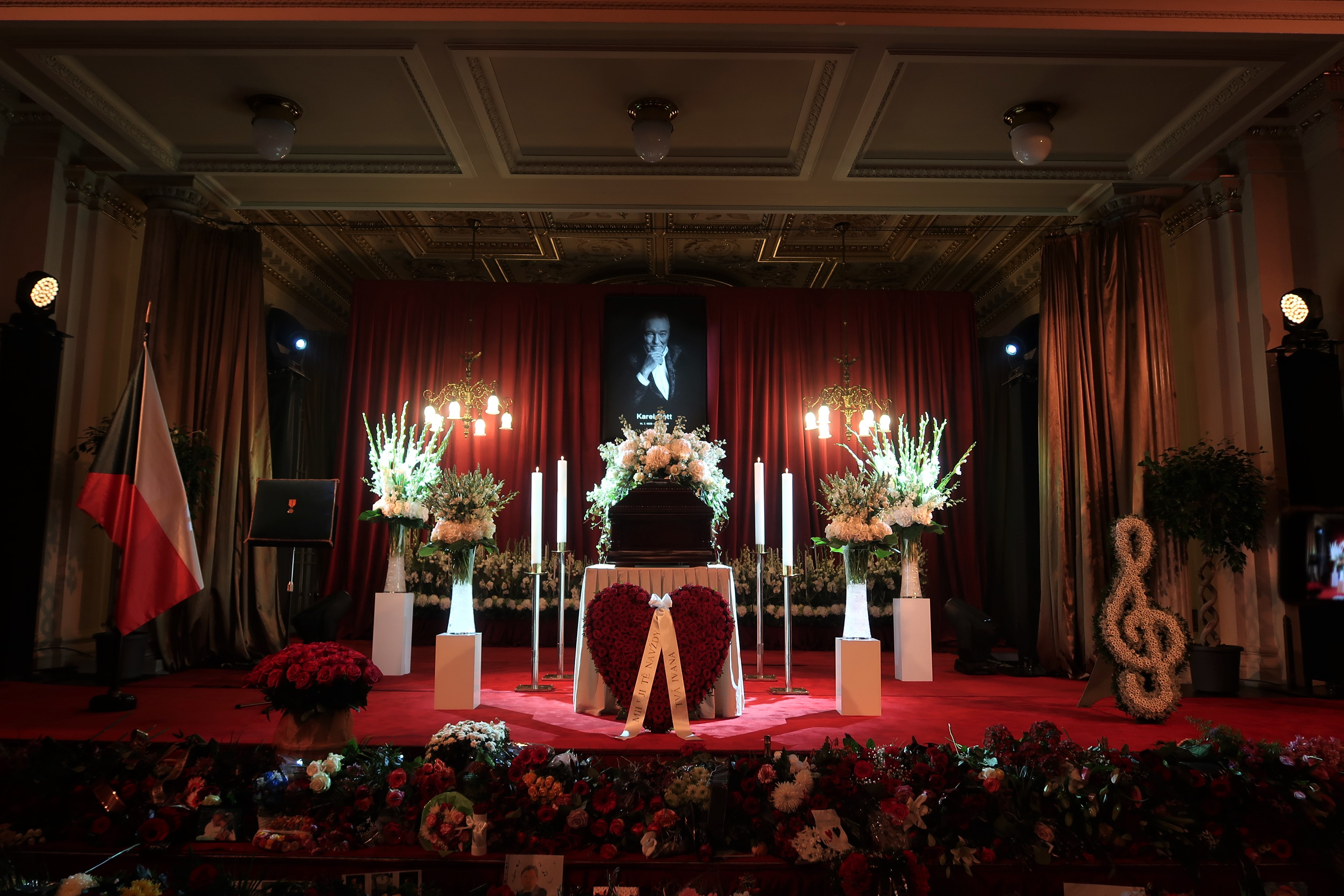
Vystavená rakev na Pražském Žofíně

## Památka

### Muzeum

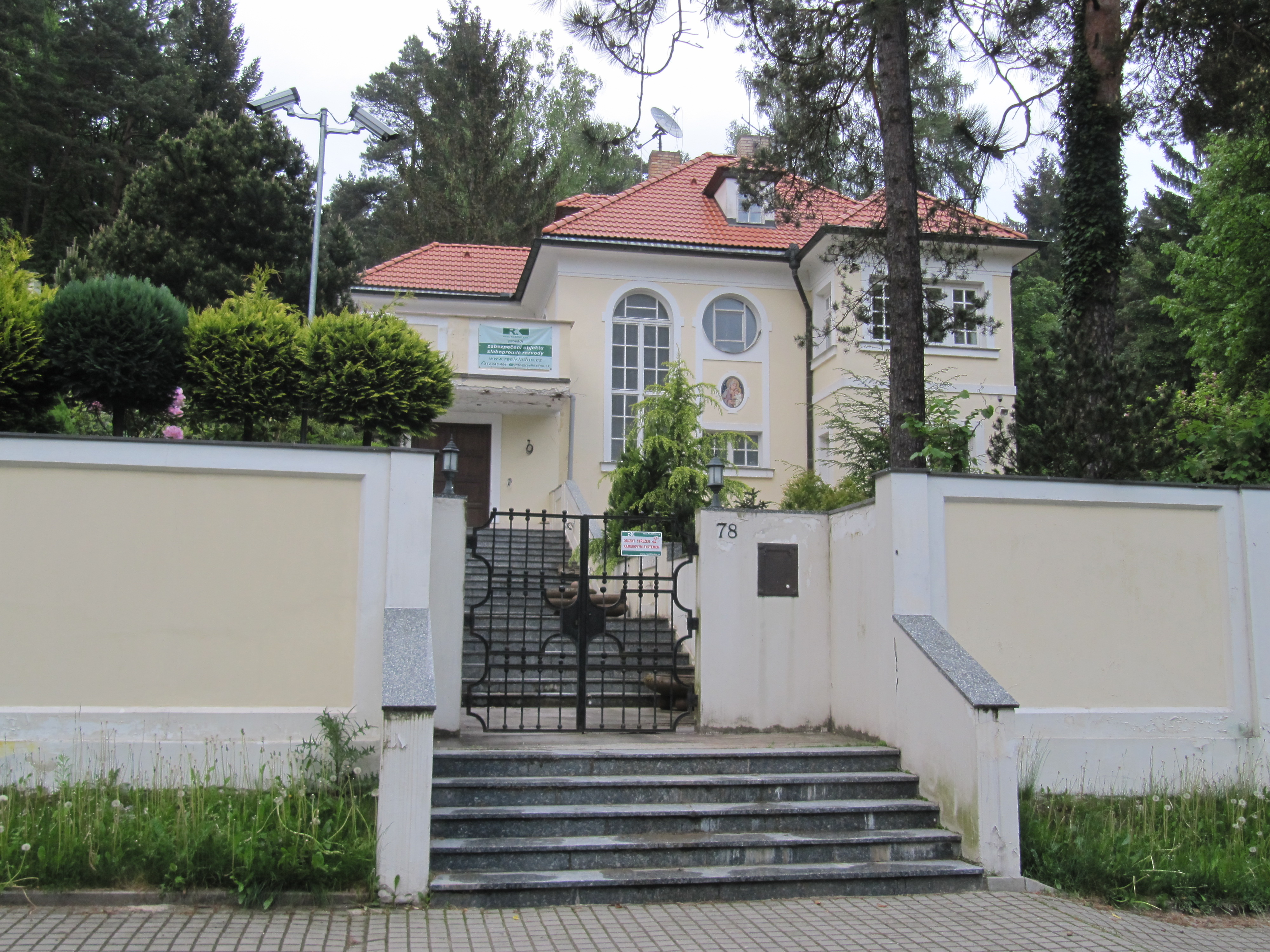
Vila, v níž muzeum sídlilo

Když Gott v šedesátých letech 20. století hledal lokalitu, kde by mohl nerušeně tvořit, zakoupil nakonec roku 1969 vilu v Jevanech. Protože však objekt příliš nevyužíval, prodal jej na přelomu let 2005 a 2006 českému podnikateli Janu Moťovskému, který v objektu následně plánoval zřídit muzeum věnované Gottovi. Architektonické úpravy ve stavbě navrhl Jaromír Pizinger. Poslední červnový den roku 2006 se muzeum otevřelo a první návštěvníci si jej mohli prohlédnout až po realizaci otisku Gottovy ruky do připravené hlíny. Když pak podnikatel na začátku srpna 2008 během cesty do Nice zmizel, nenacházelo se muzeum v dobré finanční kondici a svému majiteli příliš nevydělávalo. V závěru února 2009 nakonec muzeum podnikatelova manželka Kateřina, která s majetky svého zmizelého životního partnera disponovala, zavřela. Za dobu provozu navštívilo muzeum více než třicet tisíc návštěvníků, a to jak z Evropy, tak také ze Spojených států amerických.

### Pojmenování veřejného prostranství
Pražský primátor Zdeněk Hřib vyzval 2. října 2019 místopisnou komisi pražského magistrátu, aby vytipovala vhodné místo, které by mohlo nést jméno zesnulého umělce. Neupřesnil však, zda by nové pojmenování mělo mít náměstí, ulice či například park. Podobnou úvahu vznesli i představitelé městské části Praha 5, kde Gott ve vile žil.

### Televizní pořady a soutěže
V šestém díle 6. řady pěvecko-taneční soutěže Tvoje tvář má známý hlas, který vysílala televize Nova 12. října 2019, věnoval moderátor soutěže Ondřej Sokol celý úvod. Díly této soutěže bývají předtočené, ale kvůli památce Karla Gotta byli účinkující ochotni natočit příslušný díl znovu.
První díl 10. řady taneční soutěže Star Dance vysílaný Českou televizí 12. října 2019 byl věnován památce Karla Gotta. Účinkující tančili na jeho písně a moderátoři soutěže Marek Eben a Tereza Kostková zavzpomínali na Gotta několika větami.

## Ocenění

### Zlatý a Český slavík
V průběhu své více než šedesátileté pěvecké kariéry Karel Gott 42krát zvítězil v anketě Zlatý slavík (resp. od roku 1996 Český slavík), a to v letech 1963–1966, 1968–1981, 1983–1984, 1989–1990, 1996–1997, 1999–2011, 2013–2017, pětkrát skončil druhý (1967, 1982, 1991, 1998 a 2012) a třikrát třetí (1985, 1986 a 1987). V letech 1992–1995 se ankety Zlatý slavík ani Český slavík nekonaly. V roce 2004 získal speciálního Platinového slavíka, za 30 vítězství a v roce 2015 speciálního Diamantového slavíka za 40 vítězství v anketě.

### Televizní ceny
V anketě o nejoblíbenější tváře a pořady televizních obrazovek TýTý, která se koná od roku 1991, vyhrál Karel Gott celkem 31krát (22krát v kategorii Zpěvák v ročnících 1991–2009 a 2012–2014 a 9krát v kategorii Absolutní vítěz v letech 1991, 1992, 1994, 1996, 1999, 2002, 2006, 2009, 2014). V ročnících 2010 a 2011 se v kategorii Zpěvák umístil na 3. místě. V roce 2010 získal v anketě ANNO 2009 Zvláštní cenu televize Nova.

### Další ocenění

#### Československá a česká ocenění (výběr)
- 1962 – Hledáme písničku pro všední den – 1. místo s duetem Až nám bude dvakrát tolik (s Vlastou Průchovou)
- 1963 – Cena Melodie hudebních kritiků – 1. místo jako nejlepší zpěvák
- 1963 – Písničky na zítra – 1. místo s písní Tam, kde šumí řeky proud
- 1964 – Hledáme písničku pro všední den – 1. místo s písní Úterý
- 1964 – Hledáme písničku pro všední den – 2. místo s písní Má daleká cesto
- 1964 – Hledáme písničku pro všední den – cena pro nejpopulárnějšího interpreta
- 1965 – Písničky na zítra – 1. místo s písní Tam, kam chodí vítr spát
- 1965 – Dvanáct na houpačce – trojnásobné vítězství s písní Trezor
- 1965 – Mezinárodní festival Intervize Karlovy Vary – Zlatý klíč s písní Tam, kam chodí vítr spát
- 1966 – Bratislavská lyra – Zlatá lyra (1. místo) s písní Mám rozprávkový dom
- 1966 – Mezinárodní festival písně a tance – cena kritiky za píseň Pošli to dál
- 1966 – Písně roku – první tří místa s písněmi C ́est la vie, Pošli to dál a Bum bum bum
- 1966 – Dvanáct na houpačce – pětinásobné vítězství s písní Bum bum bum a C ́est la vie
- 1968 – festival Intervize – Zlatý klíč s písní Proč ptáci zpívají
- 1969 – Bratislavská lyra – Stříbrná lyra (2. místo) s písní Hej, páni konšelé
- 1977 – Cena Melodie hudebních kritiků – 1. místo s písní Jdi za štěstím
- 1982 – Písnička pro hvězdu – 1. místo s písní Snů plný krám
- 1984 – Televizní rolnička – 1. místo v kategorii Nejpopulárnější zpěvák
- 1985 – Televizní rolnička – 1. místo v kategorii Nejpopulárnější zpěvák
- 1986 – Televizní rolnička – 1. místo v kategoriích Nejpopulárnější zpěvák a Osobnost roku
- 1986 – Pragakoncert – čestné uznání za dlouhodobou reprezentaci ve světě
- 1987 – Televizní rolnička – 1. místo v kategoriích Nejpopulárnější zpěvák a Osobnost roku
- 1988 – Televizní rolnička – 1. místo v kategoriích Nejpopulárnější zpěvák a Osobnost roku
- 1989 – speciální cena čs. Disc-jokejů – nejdéle hrana osobnost na diskotékách
- 1991 – Anděl – jako první uveden do Síně slávy
- 1992 – Diskoslavík’92 – titul Osobnost všech dob
- 1995 – ceny České televize – 1. místo v kategorii Zpěvák roku
- 1995 – cena pro Nejúspěšnějšího tuzemského interpreta populární hudby
- 1998 – Slovenský slávik – 1. místo v kategorii Zahraniční interpret (před Madonnou a Michael Jacksonem)
- 1999 – Trofej Dominika Haška – nejkvalitnější a nejproduktivnější hlas české pop music
- 2004 – Platinový Slavík – speciální cena za rekordní počet cen ankety Český slavík Mattoni
- 2015 – Diamantový Slavík – prestižní jednorázové ocenění za rekordní počet vítězství v anketě Český slavík Mattoni
- 2016 – Anděl – nejprodávanější album roku 2016
- 2019 – Zlatý klíček – cena festivalu filmu ve Zlíně, za nejlepší filmovou nazpívanou hudbu v historii Českého a Slovenského filmu
- 2019 – Trebbia – ocenění za přínos k dialogu národních kultur

#### Světová ocenění (výběr)
[zdroj?]
- 1964 – Mezinárodní festival ve Spotech – 3. místo s písní Kocour Teofil
- 1968 – Mezinárodní festival Zlatý kohout – Zlatá medaile za píseň Lady Carneval
- 1968 – Německá hitparáda – 1. místo jako nejposlouchanější interpret
- 1969 – Německá hitparáda – 1. místo jako nejposlouchanější interpret
- 1970 – Mezinárodní festival v Aténách – 4. místo jako nejlepší hlas
- 1971 – Stuttgart, SNR – udělena cena Zlatý mikrofon za písně Karla Gotta
- 1974 – britský hudební časopis Music Week – titul Hvězda roku pro Československo[24]
- 1977 – Festival v Tokiu – Karel Gott se umístil na 7. místě z 1500 zpěváků.
- 1978 – moskevský časopis Klub – 1. místo v kategorii Nejpopulárnější zpěvák (před Eltonem Johnem a Cliffem Richardem)
- 1978 – Hudební ceny Polska – titul Hvězda populární hudby
- 1978 – Wiosna estradowa v Poznani – titul Estrádní osobnost
- 1978 – Goldene Tanzmariechen – významné ocenění za kulturní přínos
- 1979 – Hitparáda rádia Luxemburg – 1. místo s písní Babička
- 1979 – Liga přátelství NDR – Čestná jehlice za zásluhy o přátelství mezi národy
- 1980 – Televizní Oscar ZDF – 1. místo
- 1980 – den německý šlágrů – cena Zlatá ladička za první místo
- 1982 – Zlatá medaile Hermanna Lönse – ocenění – Zlatá medaile Hermanna Lönse
- 1982 – den německý šlágrů – cena Zlatá ladička za první místo
- 1983 – festival ve Stuttgartu – Zlatá harfa (1. místo)
- 1983 – Cena Belgického rozhlasu a televize – 2. místo v hitparádě
- 1983 – den německý šlágrů – cena Zlatá ladička za první místo
- 1984 – Cena Belgického rozhlasu a televize – 1. místo v hitparádě s písněmi Nun bist du da, Bis kein Traum mehr lebt a Ich bin der Adler, du Wind
- 1984 – den německý šlágrů – cena Zlatá ladička za první místo
- 1986 – Anténa Cti BRF – cena Belgického rozhlasu a televize nejpopulárnějšímu interpretovi hitparády BRF za posledních pět let
- 1989 – Karnevals-Club – ocenění Zlatá podkova
- 1989 – Řád přátelství národa SSR
- 1991 – Der Stier den Hohensalzburg – prestižní rakouské vyznamenání udělované nejvýznamnějším osobnostem společenského, kulturního, politického a sportovního života
- 1991 – Gala hvězda roku – ocenění Zlatý mikrofon
- 1991 – Hudební osobnosti – odhalení voskových figurín nejvýznamnějších hudebních interpretů – Karel Gott, Elvis Presley a Jimmy Hendrix
- 1995 – den německý šlágrů – cena Zlatá ladička za první místo
- 2002 – Nejúspěšnější zahraniční interpret – 1. místo
- 2004 – Hudební osobnost – německá jednorázová soutěž – 1. místo
- 2008 – Hit roku (německo) – duet s Bushidem „Für immer Jung“
- 2012 – Zpěvák roku v zahraničí – slovenská kategorie hudebních cen, kde Karel Gott v hlasování porazil Eltona Johna a Eminema.
- 2017 – Golden Henne – významná německá cena za celoživotní dílo

#### Ocenění za prodeje (výběr)
- 1 Diamantová deska Supraphonu za 13 miliónů prodaných nosičů v letech 1962–1992 (pro Supraphon během třicetl let natočil 182 singlů, 73 alb a 2 samostatné videokazety) – 13 miliónů prodaných nosičů reprezentovalo 86 % populace Československa (Michael Jackson by musel jen v USA prodat 215 miliónů nosičů, aby dosáhl stejné popularity v jediné zemi jako Karel Gott)
- Zlatá jehlice Polydoru za dvacet let spolupráce (toto ocenění Karel Gott získal jako třetí umělec v historii po Herbertu von Karajanovi a Leonardu Bernsteinovi)
- Velká platinová deska gramofonové firmy Polydor za 464 nahrávek které Karel Gott pro Polydor natočil v letech 1967–1988
- 7 platinových desek za prodej zvukových nosičů s nahrávkami Karla Gotta mu udělila firma Supraphon a GOJA
- 32 Zlatých desek gramofonových firem Supraphon, GOJA, Polydor (SRN), Popron, Polygram (Švýcarsko) za prodej zvukových nosičů s nahrávkami Karla Gotta
- 5 Stříbrných desek Supraphonu
- 1. místo s prodejí alb Karla Gotta v Evropě udělenou vydavatelstvím MIDEN (Francie) v letech 1967, 1968, 1969, 1970 a 1987)
- Platinové DVD Supraphonu za prodej vánočního DVD Sen o vánocích (2004)
- Multiplatinová deska Supraphonu za album 42 největších hitů (2004)
- Zlatá deska Supraphonu za DVD Lady Carneval – Hity 60. let (2004)
- Dvojnásobná platinová deska Supraphonu za prodej DVD Lady Carneval – Hity 60. let (2008)
- Platinová deska za album 50 hitů (2008)
- Dvojnásobná platinová deska Suprahonu za album 70 hitů (2009)
- Platinová deska Supraphonu za album Sentiment (2011)
- Zlatá deska Supraphonu za album Dotek lásky (2012)
- Platinová deska Supraphonu za album Láska je nádhera (2014)
- Křišťálový lev Supraphonu (2014)
- Dvojnásobná platinová deska Supraphonu za album S pomocí přátel (2015)
- Zlatá deska Supraphonu za album 40 slavíků (2016)
- Dvojnásobná platinová deska za album 40 slavíků (2017)
- Zlatá deska Supraphonu za album Ta pravá (2018)
- Zlaté desky Supraphonu za alba 80/80 Největší hity a 1965–2019: 300 Singlů (2019)

### Vyznamenání a další ocenění

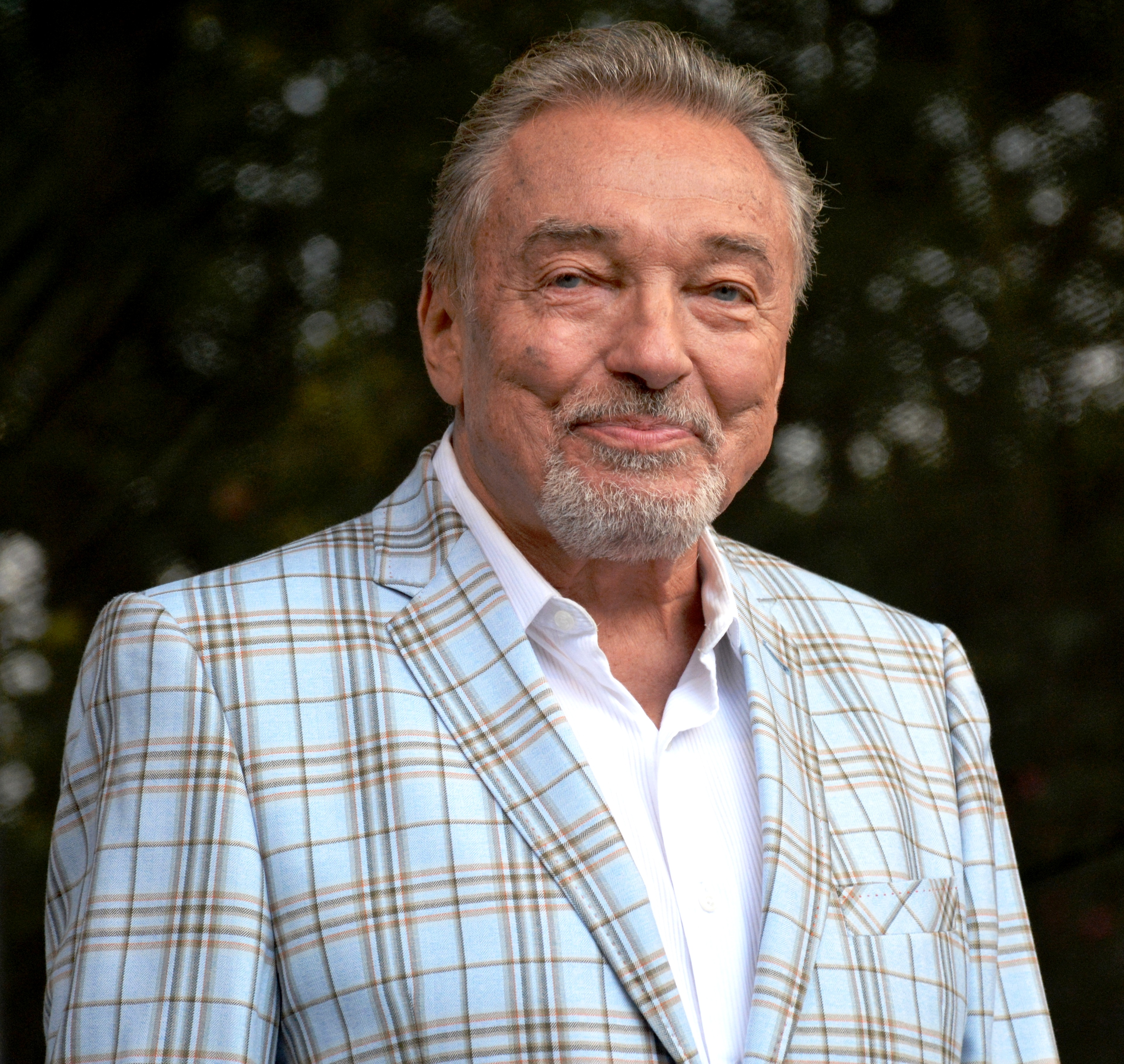
Karel Gott na koncertě v roce 2016

Dne 3. května 1977 byl Karlu Gottovi propůjčen titul zasloužilý umělec a 30. dubna 1985 pak titul národní umělec, tj. nejvyšší vyznamenání, které tehdy mohlo být uděleno za zásluhy v oblasti umění. V jeho případě se jednalo o reprezentaci Československa po dobu několika desítek let v cizině a umělecké zásluhy v Československu. Bylo to vůbec poprvé, co nejvyšší umělecké ocenění získal zpěvák populární hudby.
Dne 28. října 2009 obdržel od prezidenta České republiky Václava Klause Medaili za zásluhy I. stupně. Městská část Praha 5 mu jako významnému občanu udělila 28. října 2009 ve vile Portheimka Záslužnou medaili za přínos městu. 2. listopadu 2009 se stal čestným občanem svého rodného města Plzně a byl hejtmankou Miladou Emmerovou uveden do Dvorany slávy Plzeňského kraje. V dubnu 2011 mu Asociace českých rusistů udělila pamětní Medaili Josefa Jungmanna za propagaci česko-ruských vztahů. V neděli 12. června 2011 převzal Gott v Moskvě Řád Jurije Gagarina. V červnu 2019 převzal Gott ve Španělském sále Pražského hradu mezinárodní cenu Trebbia, za přínos evropské kultuře.
Na začátku listopadu 2018 mu Český rozhlas udělil ocenění zpěvák století, které vybrali posluchači v anketě „100 hitů republiky“ uspořádané u příležitosti stého výročí založení Československa. Za svou kariéru získal také pět zlatých rolniček, Zlatou jehlu Polydoru, dva Zlaté klíče festivalu Intervize, Zlatou a Bronzovou Lyru v Bratislavě, Stříbrného a Bronzového lva rádia Luxemburk, dvě Zlaté ladičky festivalu Tag des deutschen Schlagers, Zlatou harfu ve Stuttgartu, čtyři Trophée nationale na přehlídce MIDEM v Cannes, cenu Třešňové květiny na festivalu v Tokiu, Zlatou jehlu Pragakoncertu, množství zlatých desek, platinové desky za nejprodávanějšího interpreta firem Supraphon, Polydor a Polygram a množství dalších ocenění.
V roce 2019 získal na Zlín Film Festivalu ocenění Zlatý střevíček za mimořádný přínos kinematografii pro děti a mládež.
Dne 28. října 2020 bylo Karlu Gottovi in memoriam propůjčeno nejvyšší státní vyznamenání České republiky, Řád Bílého lva občanské skupiny I. třídy.

## Diskografie
Karel Gott vydal 293 sólových alb, prodalo se celkem 30 milionů zvukových nosičů. Nejprodávanější album (4,5 milionu nosičů) bylo LP Karel Gott v ruštině, nejprodávanější album v Československu (celkem se zahraničními prodeji přes 1,5 milionu nosičů) bylo Vánoce ve zlaté Praze.

### Písně

#### Největší hity
Karel Gott nazpíval velké množství hitů. V následujícím seznamu je proto uveden pouze výběr největších 50 hitů sestavený z novinářských výběrů a výběrových desek:
- Oči sněhem zaváté (1963)[71][72]
- Měsíční řeka (1964)[73]
- Adresát neznámý (1964)[71][72]
- Dotýkat se hvězd (1964) – duet s Evou Pilarovou[71][73]
- Ptačí nářečí (1965)[73]
- Trezor (1965)[71][72]
- Cesta rájem (1965)[71][74]
- Bum bum bum - Dám dělovou ránu (1966)[71][72]
- C'est la vie (1967)[71][72]
- Čas růží (1968)[71]
- Lady carneval (1968)[71][72][74]
- Láska bláznivá (1969)[72]
- Hej, páni konšelé (1969)[71]
- Korunou si hodím (1970)[72][73]
- Má první láska se dnes vdává (1970)[71]
- Když jsem já byl tenkrát kluk (1971)
- Kávu si osladím (1972)[71][72]
- Kdepak ty ptáčku hnízdo máš? (1973)[71][72][74]
- Přijela pouť (1973)[71]
- Nápoj lásky č. 10 (1974)[71][72]
- Paganini (1975)[71]
- Léta prázdnin (1975)
- Je jaká je (1975)[74]
- Alžbětinská serenáda (1975)[72]
- Měl jsem rád a mám (1975)
- Jdi za štěstím (1977)[74]
- Stokrát chválím čas (1979)[72]
- Beatles (1980)[72]
- Ráno jedu dál (1982)
- Když milenky pláčou (1982)[72]
- Zvonky štěstí (1984) – duet s Darou Rolins[71][72][74]
- Lásko má (1984)
- To musím zvládnout sám (1984)[72][74]
- Muzika (1985)
- Včelka Mája (1985)[74]
- Čau, lásko (1986) – duet s Marcelou Holanovou[71][72]
- Zůstanu svůj (1987)[72]
- Krev toulavá (1989)[72]
- Když muž se ženou snídá (1992)[71][72][74]
- Co sudičky přály nám (1997) – duet s Lucií Bílou[72][74]
- Pretty Woman (1998)[72][74]
- Být stále mlád (1999)[71][72][74]
- Pokaždé (2002)[74]
- Jako James Bond (2002)[72][74]
- Jestli já tě budu mít rád (2002)[72]
- Už pohřbili mě stokrát (2004)[72]
- Krása (2008) – duet s Lucií Bílou
- Kto dokáže (2017) – duet s kapelou No name[72]
- Ta pravá (2018)[72]
- Srdce nehasnou (2019) – duet s Charlotte Ellou Gottovou[72]

### Filmové písně
Karel Gott nazpíval kromě jiných titulní písničku do české, německé i slovenské verze populárního anime seriálu Včelka Mája (na hudbu skladatele Karla Svobody). Byl také interpretem filmových písní Jdi za štěstím z pohádky Jak se budí princezny, Kdepak, ty ptáčku, hnízdo máš? ze slavné pohádky Tři oříšky pro Popelku a také písně Krev toulavá z televizního seriálu Cirkus Humberto a také písně Zdráv buď, Robinsone vzdálený animovaného filmu Dobrodružství Robinsona Crusoe, námořníka z Yorku.
Karel Gott zpíval i melodii So Far ve filmu Limonádový Joe aneb Koňská opera. Hrál hlavní roli dudáka Švandy v hudebním filmu Hvězda padá vzhůru. Dále je znám pro spolupráci s brněnským divadlem (píseň Balada pro banditu). Ve filmu Báječná léta pod psa se objevila jeho píseň Mám rozprávkový dom.
V roce 2008 Karel Gott nazpíval píseň s názvem Voľnosť do filmu Cinka Panna od režiséra Dušana Rapoše, hudbu k písni složil Vašo Patejdl a text napsal Kamil Peteraj.

## Filmy a seriály
Karel Gott účinkoval v následujících filmech a seriálech:
- Revue pro banjo (1963)
- Limonádový Joe aneb Koňská opera (1964, hlas zpěvu titulní postavy)
- Starci na chmelu (1964, hlas)
- Kdyby tisíc klarinetů (1964)
- Komedie s Klikou (1964)
- Zlatý zub (1964)
- Karel Gott: Trezor (1965)
- Revue v mlze / Revue na scestí (1966 – TV)
- Can-Can (1966)
- Mučedníci lásky (1967)
- Píseň pro Rudolfa III. (1967)
- Ta naše písnička česká (1967)
- Sedm žen Alfonse Karáska (1967)
- Čas slunce a růží (1968) – hudební dokument
- Slasti Otce vlasti (1969) – dvorní zpěvák
- Charleys Onkel (1969) – SRN
- Dorotka a zpěvák (1972)
- Třicet panen a Pythagoras (1973)
- ¡Señoras y señores! (1974)
- Hvězda padá vzhůru (1974)
- Romance za korunu (1975)
- Parta hic (1976)
- Graf Thun läst bitten (1980)
- Trhák (1980)
- Aber Doktor! (1980)
- V hlavní roli Oldřich Nový (1980)
- Štědrý den bratří Mánesů (1981)
- Scusi, wo liegt Belcanto? (1981)
- Star in Glück (1983)
- Není sirotek jako sirotek (1986)
- Bylo nás šest (1986)
- Karel Gott (1986) – dokumentární
- Poslední leč Alfonse Karáska (1987)
- The Best of Big Helga (1991)
- Maratón (1991)
- Dědictví aneb Kurvahošigutntag (1992) – cameo
- Marcela má křtiny (1992)
- Fontána pre Zuzanu 2 (1993)
- Šakalí léta (1993)
- Uctivá poklona, pane Kohn (1993)
- Kalkofes Mattscheibe (1994)
- Stalo se na podzim (1994)
- Hinter Gittern – der Frauenknast (1997)
- Pra pra pra (2000)
- Z pekla štěstí 2 (2001) – Lucifer, Pánbůh
- Hinter Gittern (2002)
- Hrubeš a Mareš jsou kamarádi do deště (2005)
- Cesta ke štěstí (2006)
- Taco und Kanichen (2007)
- Nestyda (2008)
- Comeback (2008) – díl Gott ex machina
- Veni Vidi Vici (2009)
- Fenomén Gott (2009) – dokumentární
- Zeiten ändern dich (2010)
- Okres na severovýchodě (2012)
- Škoda lásky (2013)
- Dědictví aneb Kurvaseneříká (2014)
- Decibely lásky (2016)
- Když draka bolí hlava (2018) – pohádka, kovář
- Karel (2020) – celovečerní dokumentární snímek

## Knihy
Karel Gott byl autorem několika knih.
- Říkám to písní (1968) – popis začátků kariéry, pobyt v Las Vegas
- Karel Gott – Obrazy (1999) – výtvarná publikace
- Obrazy aneb Proč je pro mě důležité malovat (2002) – mapování malířské tvorby Karla Gotta
- Karel Gott – Legenda (2009) – pohled Zuzany Drotárové, dlouholeté spolupracovnice a spoluautorky knihy
- GOTT, Karel. Zwischen zwei Welten: Mein Leben [online]. Riva Verlag, 09.05.2014. Dostupné online.
- GOTT, Karel: Má cesta za štěstím; Praha, 2021 (posmrtně vydaná autobiografie); 696 s. ISBN 978-80-908221-0-8

## Autobiografie Má cesta za štěstím
V červenci 2021 vyšla autobiografie Karla Gotta Má cesta za štěstím, kterou zpěvák stihl ještě před svou smrtí v říjnu 2019 dopsat. Záhy po vydání se stala knižním bestsellerem . Gott rozsáhlých pamětech, které mají téměř 700 stran, popisuje své dětství a dospívání, hudební začátky a svůj další osobní i pracovní život až do posledních týdnů svého života. V červnu 2023 oznámil Český rozhlas spolu s agenturou Karel Gott Agency, která spravuje zpěvákův odkaz, že připravuje rozhlasovou verzi pamětí, do níž zapojí hlas Karla Gotta vytvořený umělou inteligencí. Projekt Gott navždy měl premiéru 13. července 2023 a následně od 14. července vysílá Český rozhlas Dvojka jednotlivé díly četby na pokračování v podání herce Igora Bareše a umělé inteligence. Celkem bylo pro vysílání vyrobeno 49 dílů. Kompletní paměti v rozsahu 73 kapitol by měly vyjít na podzim 2023 jako audiokniha. 

## Rodina

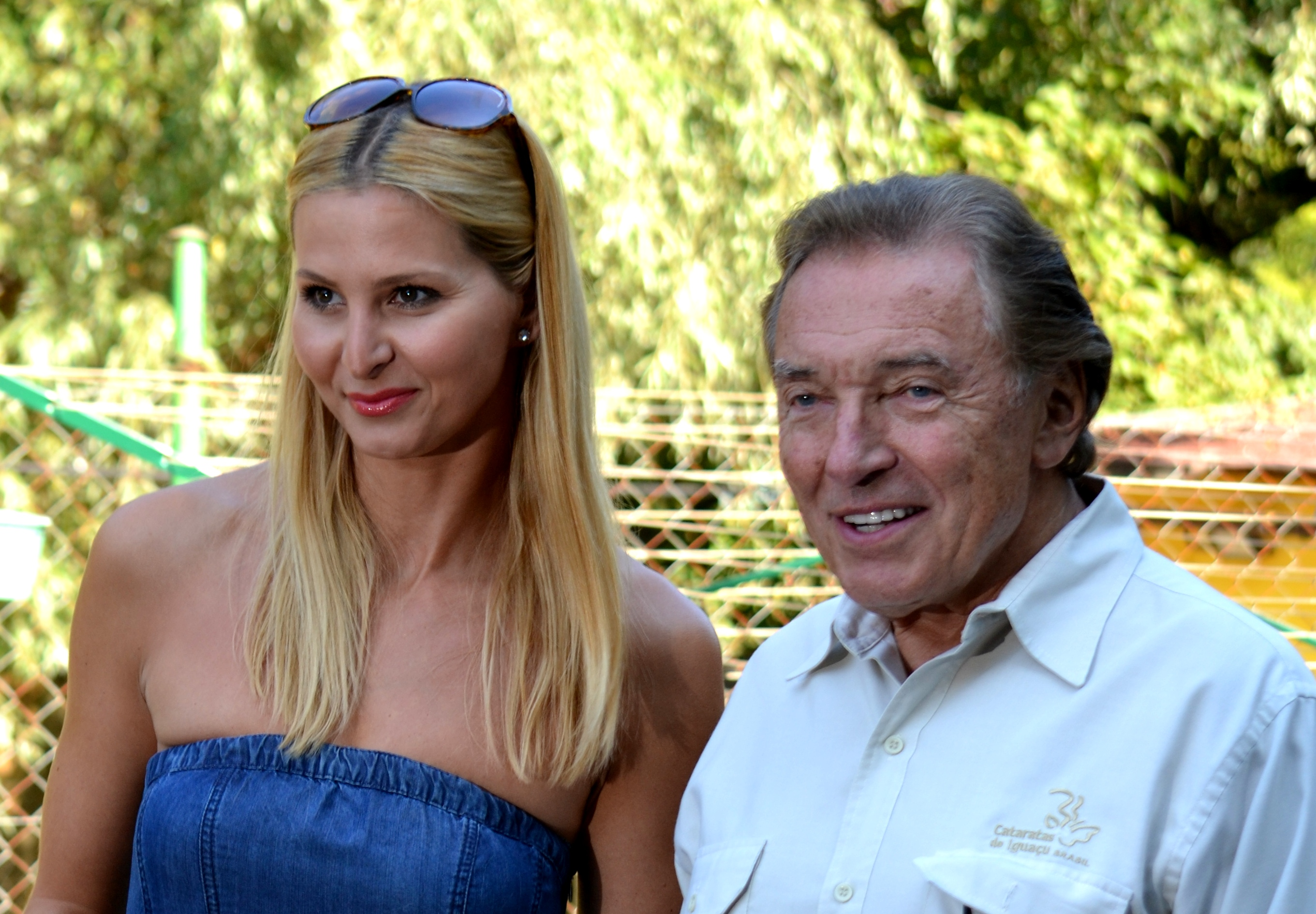
Karel Gott s manželkou Ivanou Gottovou v září 2013

Dne 7. ledna 2008 se oženil v Las Vegas s dlouholetou partnerkou Ivanou Macháčkovou, se kterou má dcery Charlottu Ellu a Nelly Sofii.

### Partnerky a potomci
- Antonie Zacpalová (* 1935)
  - Dominika Gottová (dcera, * 1973)[82]
- Iveta Kolářová (* 14. duben 1967)
  - Lucie Kovaříková (dcera, roz. Kolářová, * 1987) – manžel Jan Kovařík od roku 2008[83]
    - Vojtěch Kovařík (vnuk, * 2010)
    - Jan Kovařík (vnuk, * 2012)
- Ivana Gottová (manželka, roz. Macháčková, * 20. ledna 1976)
  - Charlotte Ella Gottová (dcera, * 2006)[84]
  - Nelly Sofie Gottová (dcera, * 2008)[85]

## Vztahy s režimem a kauza s psychiatrem
Ještě jako nezletilý se společně se svým spolužákem Oldou Bukovanským pokusili emigrovat přes NDR na kapitalistický západ. Vypracovali emigrační plán pod krycím jménem „Cesta na Sever“. Při plížení v úseku Cínovec–Zinnwald však byli zadrženi orgány Sboru národní bezpečnosti. Z dostupných zdrojů nelze zjistit, jak tento případ skončil.[zdroj?]
Bývalý agent československé rozvědky Josef Frolík pronesl v roce 1975 v americkém Senátu projev (česky publikovaný v roce 2000), kde zmínil, že populární československý zpěvák Karel Gott je agentem StB, kterého se podařilo naverbovat roku 1960 na základě kompromitujících skutečností, a to usvědčení z exhibicionismu.
V prosinci 2008 zveřejnil server Aktuálně.sk článek, v němž uvedl, že již několik měsíců koluje po internetu sken údajného policejního protokolu z roku 1962, popisujícího, jak 23letý konzervatorista a zpěvák Karel Gott měl být 8. června 1962 kolem 15. hodiny ve voze tramvajové linky č. 3 přistižen při veřejném onanování při pohledu na dvě slečny ve věku 18–20 let a v zastávce Pelc-Tyrolka byl proto vyloučen z přepravy. V témž protokolu se uvádí, že pro podezření z exhibicionismu byl dotyčný vyšetřován již roku 1958 a že v roce 1962 se k činu přiznal a uvedl, že v tomto směru již vyhledal lékařskou pomoc a léčí se. Část veřejnosti se podle Aktuálně.cz domnívá, že dokument vznikl až v 70. letech na objednávku Státní bezpečnosti, která ho chtěla donutit k návratu do vlasti. Karel Gott se podle Aktuálně.cz v roce 2008 odmítl k diskusím o pravosti dokumentu vyjádřit.
V červenci 2009 zveřejnil server Aktuálně.cz a po něm i další média informace o spisu, který o Karlu Gottovi vedla Státní bezpečnost. Karel Gott společně s bratry Štaidlovými pobývali v roce 1971 pracovně v zahraničí, po vypršení platnosti víza v červenci 1971 se však nevrátili. Podle dochované složky StB poté Státní bezpečnost provedla prohlídku jeho vily v Jevanech a do spisu poznamenala, že Gott svým postupem dovedl k trestné činnosti i své rodiče, kteří se převodem majetku a finančních částek prakticky dopustili trestného činu nadržování. StB vyslechla Gottovy rodiče a kolem dvaceti jeho přátel a známých. Od Gottových rodičů se StB při výslechu dozvěděla i o jeho přátelství s psychiatrem Zdeňkem Dytrychem, kterého proto také vyslechla. Podle dochovaného protokolu Dytrych při výslechu 11. srpna 1971 zmínil, že v případě Karla Gotta šlo o „sexuální úchylku v některých případech i z hlediska trestného“, uvedl, že diskusí s Gottovými rodiči docílil toho, že uvedl Gotta na uměleckou dráhu, a že to viděl jako jediné východisko z hlediska zdravotního stavu Gotta. Psychiatr Dytrych byl veden jako agent StB s krycími jmény Petr a Tantal-1.
Karel Gott v roce 2009 novinářům potvrdil, že z doby, kdy pracoval v ČKD, se s doktorem Dytrychem znal a radil se s ním o osobních věcech a že mu tento lékař diagnózou pomohl dostat se z fabriky, což v té době nebylo jednoduché. Podle Gotta to byla jediná cesta, jak se dostat od práce v továrně na uměleckou dráhu. V roce 2009 Gott novinářům řekl, že mu nevadí, že Dytrych o této záležitosti před tajnou policií mluvil. Svoji údajnou úchylku označil Gott v roce 2009 za fiktivní a tvrdil, že se s žádnou psychickou chorobou nikdy neléčil.
Podle Aktuálně.cz mohly tyto informace sloužit jako snadný nástroj k jeho vydírání. Karel Gott však v roce 2009 tvrdil, že informace o úchylce, kterou označuje za fiktivní, nikdy nemohla sloužit k jeho vydírání a oni (StB) ho nikdy nevydírali a nikdy po něm nic nechtěli a neprojevovali zájem, že by jim mohl nějak pomoci.
Karel Gott v roce 1971 údajně napsal komunistickému generálnímu tajemníkovi Gustávu Husákovi žádost o shovívavost (v roce 2009 však pravost zveřejněné podoby dopisu popřel) a vrátil se do Československa s Husákovým příslibem, že nebude trestán a bude moci dál jezdit na zahraniční turné, a neexistuje svědectví o tom, že by na oplátku něco musel slíbit sám. V roce 1977 byl obsazen do role jedné z vůdčích postav Anticharty, kterou podepsalo přes 7000 umělců, v roce 1977 byl jmenován zasloužilým umělcem a v roce 1985 národním umělcem, později nepodepsal k režimu kritickou petici Několik vět.
Naopak například protlačil na své album písně Jiřího Suchého v době, kdy bylo některé Suchého písně zakázáno zpívat, a nechal si od Suchého desku pokřtít, kvůli čemuž televize odmítla křest desky přenášet. V archivech jsou podle Aktuálně.cz též záznamy o tom, že se Gott na letišti obořil na muže s odznakem Lenina na klopě a údajně mu spílal, jak se může hlásit ke státu, který poslal do Československa tanky. V lednu 1989 Gott odmítl odsoudit v televizi palachovské demonstrace a v listopadu 1989 zazpíval na Václavském náměstí na žádost Občanského fóra hymnu, což jiní režimem uznávaní zpěváci odmítli. V roce 2001 se vyjádřil, že vidí Václava Havla jako mimořádnou a rozporuplnou postavu, která je uctívaná spíše v zahraničí než u nás.
Karel Gott v roce 2009 uvedl, že do spisů StB nikdy nenahlédl, protože se bojí, že by úplně ztratil iluze. Zveřejňování spisů StB označil Gott v roce 2009 za vykonstruovanou kauzu a provokaci. To, že se někdo po tolika letech zajímal, co je v archívech StB vedeno na jeho osobu, a vylovil tyto podivné věci, podle Gotta svědčí o tom, že to byla připravená provokace, a jinak si to neumí vysvětlit. Právní cestou se ale bránit nehodlal, protože se domníval, že by tím vůbec ničeho nedosáhl, a protože se chce věnovat pouze svojí práci a svojí rodině a nic jiného pro něj nemá smysl.

## Polemika klubu skeptiků Sisyfos

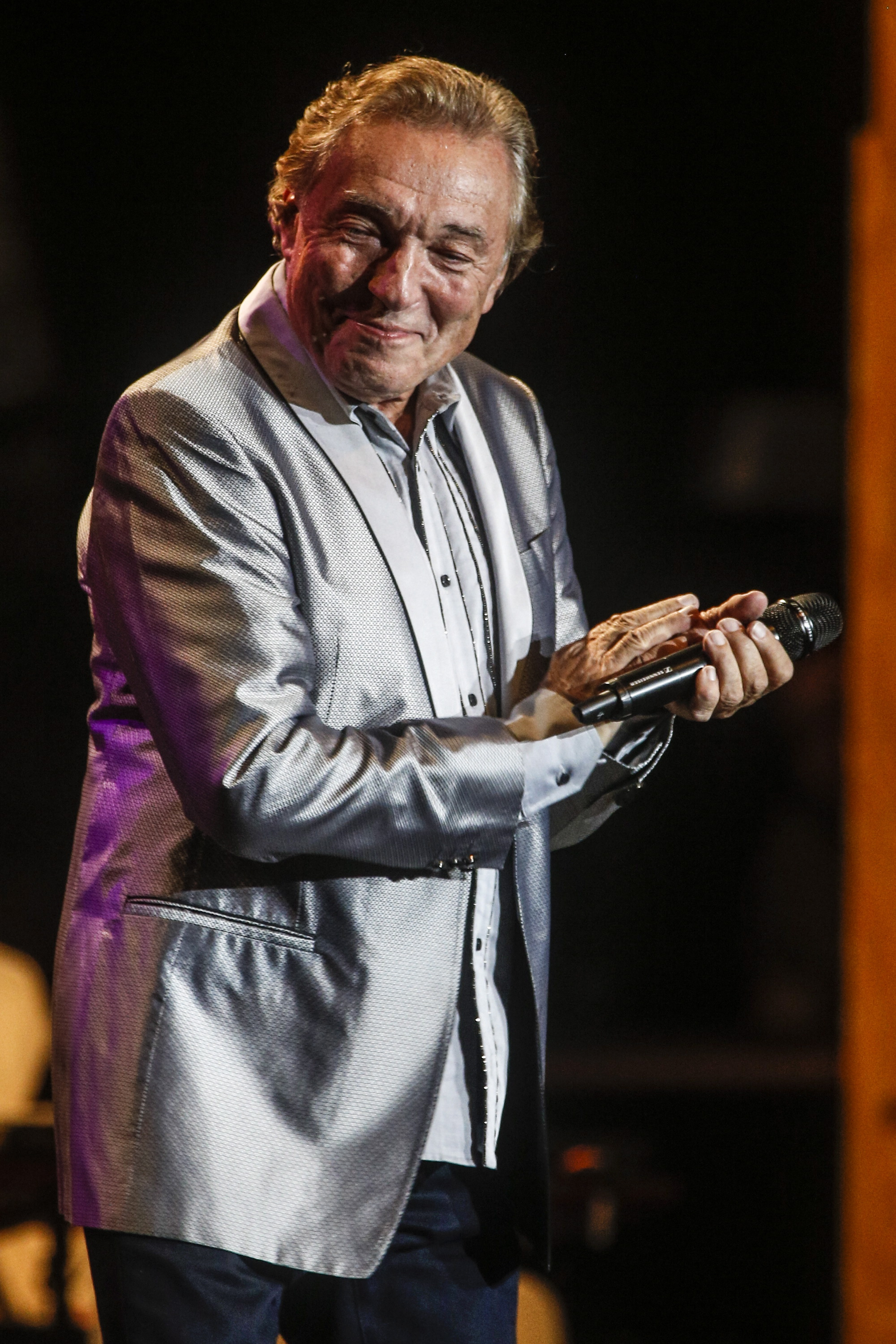
Karel Gott během turné ve Frankfurtu nad Mohanem, říjen 2013

Ve své knize Jak to vidí Gott dle Českého klubu skeptiků Sisyfos uvádí, že „bral podvědomě lidem energii ale už s ní umí manipulovat, ví leccos o vyzařování biotronu, (ale nepodřekl se, co to vlastně je) [a] zná Nostradamovy předpovědi přeložené do dnešní terminologie“. Gott je přesvědčený, že svět řídí „vysoké nadstátní kruhy, tzv. ilumináti nebo osvícenci, a také svaté řády a lóže až po mysticko-okultní organizace“. Varuje před globalizací, neboť ta může přerůst až v celosvětovou totalitu, například zavedením jednotné měny a kontroly jednotlivců pomocí čipů zabudovaných v těle. V příloze Neděle Lidových novin z 26. října 2002 uvedl, že na naší planetě přibývají lidmi způsobené geofyzikální anomálie: Například že se „vibrace Země spojené s vibracemi živých organismů […] zvýšila ze sedmi kmitů za vteřinu na jedenáct“, nebo ztenčování ozonové vrstvy, či postupné změny úhlu vychýlení zemské osy. Podle Gotta se změnilo magnetické pole, což způsobilo „výbuchy vulkánů pod ledy a došlo k odtržení části pokrývky Antarktidy o ploše tisíc kilometrů čtverečních“. Planeta je dle něj raněná nejen fyzicky, ale „její energie je oslabená i psychicky“.
Za tato vyjádření udělil Gottovi Český klub skeptiků Sisyfos v roce 2002 bronzový Bludný balvan v kategorii jednotlivců za „velmi vážná varování vyjevená se salonní nonšalancí“. Česká televize k tomu dodává, že to bylo za předvídání budoucnosti.
V lednu 2005 Gott pro Lidové noviny uvedl, že za ničivou tsunami v prosinci 2004 „stály nějaké temné síly, lidé, kterým se katastrofa hodila“.

## Spolupráce s kosmetickou společností
V roce 2006 začal Karel Gott spolupracovat s kosmetickou společností přímého prodeje LR HEALTH & BEAUTY SYSTEMS, s.r.o. Spolupráce byla založena na vytvoření a prodeji parfémů se jménem Karel Gott: pro muže (Lady Carneval, Karel Gott Man) a pro ženy (Cesta rájem, Karel Gott Woman). Vůně Lady Carneval získala v roce 2011 ocenění jako Parfume DeLuxe v ČR.